# Пленти (залив)
Пленти (англ. Bay of Plenty) — крупный залив на северном побережье новозеландского острова Северный. Он простирается от полуострова Кормандел на западе до мыса Ранавей на востоке. Длина береговой линии залива составляет около 259 км. У побережья залива Пленти расположен одноимённый регион Бей-оф-Пленти, который также включает несколько крупных островов в заливе, в том числе Уайт-Айленд.
Название залива Пленти (которое можно перевести как «залив изобилия») появилось во время экспедиции Джеймса Кука 1769—1770 годов, который отметил богатые природные ресурсы этого района Новой Зеландии.